# Juminda
Juminda – wieś w Estonii, w prowincji Harju, w gminie Kuusalu. Wieś jest położona na półwyspie Juminda w Zatoce Fińskiej, który leży na obszarze Parku Narodowego Lahemaa. Na końcu półwyspu usytuowana jest zbudowana w 1931 roku latarnia morska Juminda.